# 盧光
盧 光（ろ こう、506年 - 567年）は、中国の北魏末から北周にかけての官僚・軍人。字は景仁。小字は伯。本貫は范陽郡涿県。兄は盧弁。

## 経歴
北魏の太常丞の盧静の子として生まれた。書物を広く読み、とくに三礼に詳しく、陰陽を得意とし、鐘律を解し、玄言を好んだ。北魏の孝昌初年、司空府参軍事を初任とした。後に明威将軍・員外侍郎に転じた。534年（永熙3年）、孝武帝が関中に入ると、盧光は山東で反高歓の起兵をおこない、大都督・晋州刺史・安西将軍・銀青光禄大夫に遙任された。
540年（大統6年）、長安に入った。宇文泰の礼遇を受け、丞相府記室参軍に任じられ、范陽県伯の爵位を受けた。まもなく行台郎中となり、書記をつとめた。544年（大統10年）、安息県伯に改封された。行台右丞に転じ、華州長史として出向した。長安に召還されて将作大匠に任じられた。552年（廃帝元年）、車騎大将軍・儀同三司の位を加えられ、京兆尹に任じられ、侍中に転じた。556年（恭帝3年）、六官が建てられると、小匠師下大夫に任じられた。後に開府儀同三司・匠師中大夫に進み、爵位を侯に進めた。さらに工部中大夫に転じた。559年（明帝3年）、賀蘭祥が吐谷渾を攻撃すると、盧光はその下で大司馬長史として従軍した。爵位を燕郡公に進めた。560年（武成2年）、宗廟の造営を監督した。虞州刺史として出向し、まもなく陝州総管府長史に転じた。567年（天和2年）、死去した。享年は62。少傅の位を追贈された。諡は簡といった。著に『道徳経章句』があり、当時に通行した。
子の盧賁が後を嗣いだ。

## 伝記資料
- 『周書』巻45 列伝第37
- 『北史』巻30 列伝第18